# Шадурский, Борис Константинович
Бори́с Константи́нович Шаду́рский (род. 30 января 1948, Ярославль, СССР) — советский и белорусский кинорежиссёр и актёр. Дебютировал в кино в роли Коли Ткаченко в фильме Сергея Герасимова «У озера» (1969). После окончания Всесоюзного государственного института кинематографии (1971, мастерская С. А. Герасимова) работал режиссёром киностудии «Беларусьфильм». Фильм Бориса Шадурского «Ожог» (1998) получил приз «Бронзовый Витязь» на Международном фестивале славянских фильмов «Золотой Витязь» в Смоленске.

## Биография

### Дебют в кино. Учёба
В 1969 году Борис Шадурский исполнил роль молодого учёного Коли Ткаченко в фильме «У озера» (18,9 млн зрителей за первый год проката). Лента была удостоена премии Ленинского комсомола, главного приза Международного кинофестиваля в Карловых Варах и Государственной премии СССР. Критик журнала «Советский экран» Л. Даутова охарактеризовала его героя в исполнении Шадурского как «упрямого, бескомпромиссного, чуть заикающимся от волнения юного максималиста, неспособного на дипломатические уловки даже ради „пользы дела“».

Работа у С. Герасимова стала ещё одним уроком профессионального мастерства для будущего режиссёра. […] Б. Шадурский недаром учился у Герасимова, самого что ни на есть «актёрского режиссёра». Он оказался по-настоящему чуток к исполнителю.

В 1971 году Шадурский окончил режиссёрский факультет Всесоюзного государственного института кинематографии в Москве (мастерская С. А. Герасимова). Дипломная режиссёрская работа — снятый совместно с оператором Анатолием Клеймёновым фильм «Перед первым снегом» по рассказу Виктора Астафьева «Ясным ли днём».

### Режиссёрская деятельность. Критика
В 1973 году Борис Шадурский поставил на студии «Беларусьфильм» короткометражный фильм «Аннушка» (по сценарию Фёдора Конева), впоследствии вошедший в киноальманах «Красный агат». Критик Д. Михайлов в газете «Знамя юности» писал: «Если В. Никифоров в схожей ситуации в фильме „Зимородок“ старался хотя бы одного героя сделать как можно более правдоподобным и интересным, то Б. Шадурский, наоборот, обыгрывает и даже намеренно усугубляет неоригинальность персонажей и ситуаций».
В 1975 году режиссёр снял свой первый полнометражный художественный фильм «Факт биографии», рассказывающий о инженере Павле Ивановиче Шумове, который пытается найти мать подсудимого. На момент выхода фильм был резко раскритикован. Так, критик М. Пушкина в газете «Знамя юности» за 1976 год писала:

Если уж авторы хотели разбудить в нас «голос совести», то, по крайней мере, они сами должны были проявить большую заинтересованность в анализе поступков самого героя — не с тем, чтобы «разжёвывать», а с тем, чтобы создать у зрителя особое настроение, состояние, «потрясение» перед нравственной высотой человека. […] Режиссёр настолько «отстранил» материал от своего «я», что и индивидуальность его как художника почти никак не проявляется в картине.

В это же время, критик Юрий Богомолов в газете «Советская культура» писал: «Самая достоверная жизненная ситуация в художественном произведении не может быть просто воспроизведена, она должна быть исследована с обстоятельностью и глубиной, к которой пробуждает жизненный материал». По его мнению, в картине «слишком много неясностей именно с мотивами поступков и с характерами главных героев».
В 1981 году вышел фильм Шадурского «Контрольная по специальности», повествующий о встрече студентки исторического факультета Альки с бывшей партизанкой Любовью Савельевной Орешко. Критик Аркадий Ваксберг в журнале «Советский экран» писал:

…ближе к середине фильм делает крутой поворот. Меняется даже его стилистика. Вместо плавного течения по законам бытовой драмы он вдруг начинает развиваться рывками, по законам открытой, почти плакатной публицистики. Пресловутый «маг» — импортный магнитофон, служивший до сих пор то вожделенной мечтой, то объектом для продажи, — вдруг становится средством обращения к памяти, к корням, к истокам. […] Жаль, конечно, что интересный замысел решается и в этой картине слишком в лоб, слишком прямолинейно. […] Если бы не строгость и вкус Руфины Нифонтовой, образ бывшей партизанки, а ныне учительницы-пенсионерки Любови Савельевны не ушёл бы далеко от образа унылого резонера.

В 1983—1985 годах Борис Шадурский снимал две телевизионные фильмы «Водитель автобуса» и «Друзей не выбирают». В годы перестройки, режиссёр поставил фильм ужасов «Ятринская ведьма» по пьесе Вячеслава Адамчика. По мнению критика Андрея Волкова в журнале «Darker», режиссёру «удалось превратить очевидный мусор, который в былые времена отправился бы на полку, в довольно динамичное зрелище». После распада СССР, в суверенной Беларуси Шадурский снял две картины: «Аз воздам» (1993) и «Ожог» (1998). Последний фильм был удостоен приза «Бронзовый витязь» на Международном фестивале славянских фильмов «Золотой Витязь» (Смоленск, 1999).

## Фильмография

### Режиссёр
- 1972 — «Перед первым снегом»
- 1973 — «Красный агат» (новелла «Аннушка»)
- 1975 — «Факт биографии»
- 1979 — «Задача с тремя неизвестными»
- 1981 — «Контрольная по специальности»
- 1983 — «Водитель автобуса»
- 1985 — «Друзей не выбирают»
- 1991 — «Ятринская ведьма»
- 1993 — «Аз воздам»
- 1998 — «Ожог»

### Актёр
- 1969 — «У озера» — Коля Ткаченко, молодой учёный
- 1993 — «Гладиатор по найму» — эпизод
- 1999 — «Поклонник» — эпизод
- 2004 — «Мужчины не плачут» — мэр

## Награды
- «Ожог» — приз «Бронзовый Витязь» («Золотой Витязь», 1999)